# Kamaelia
Kamaelia es un software libre, basado en el lenguaje de información Python, una herramienta para el desarrollo de sistemas, una plataforma de concurrencia, y una librería de componentes específicos para construir sistemas de una manera fácil y rápida. Kamaelia ha sido producida por las investigaciones realizadas por la BBC.